# Œil et Cerveau Bulle
Œil et Cerveau Bulle (Dot and Bubble) est le cinquième épisode de la nouvelle Saison 1 de la série télévisée britannique Doctor Who diffusé le 1er juin 2024 sur BBC One et Disney+.

## Distribution
- Ncuti Gatwa (VFB : Maxime Van Santfoort) : Quinzième Docteur
- Millie Gibson (VFB : Marie Braam) : Ruby Sunday
- Callie Cooke (VFB : Lenaic Brulé)⁣ : Lindy Pepper-Bean
- Tom Rhys Harries (VFB : Grégory Praet) : Ricky September
- Eilidh Loan : Cooper Mercy
- Aldous Ciokajlo Squire : Harry Tendency
- Niamh Lynch (VFB : Élisabeth Guinand) : Hoochy Pie
- Millie Kent  : Valerie Nook
- Billy Brayshaw : Blake Very Blue
- Pete MacHale : Paul le Gothique
- Max Boast : Dr. Vessie
- Elloise Bennett : Jumelle Rotterdam 1
- Olivia Bennett : Jumelle Rotterdam 2
- Jack Forsyth-Noble : Météorologue Will
- Milo Callaghan : Alan K. Sullivan
- Ellie Grace-Cashin : Suzie Pentecost
- Jamie Barnard  : Brewster Cavendish

- Susan Twist (VFB : Rosalia Cuevas) : Penny Pepper-Bean

## Accroche
Le monde de Finetime semble heureux et harmonieux. Mais une terreur terrible s’abat sur les citoyens. Le Docteur et Ruby pourront-ils leur faire découvrir la vérité avant qu'il ne soit trop tard ?

## Résumé
Lindy Pepper-Bean est l'un des nombreux jeunes adultes riches qui vivent dans la ville de Finetime, protégés par les dangereux bois sauvages qui les entourent. Ils vivent principalement à travers une interface de type réseau social sous la forme d'une bulle encapsulant leur tête, projetée par de petits robots flottants appelés Œil, avec l'ordinateur de la ville dirigeant leurs mouvements.
Alors que Lindy voit plusieurs de ses amis disparaître, elle est interrompue par le Docteur apparaissant dans sa bulle, l'avertissant d'un danger extrême, mais elle le bloque immédiatement. Plus tard, pendant ses 2 heures de "travail", Ruby Sunday apparaît et prétend effectuer une vérification du système pour les entreprises Finetime. Après l'avoir interrogée sur le sort de ses collègues, elle convainc Lindy de regarder au travers de sa bulle pour savoir où sont ses collègues.
Après quelques cajoleries, Lindy laisse tomber sa bulle à contrecœur et voit une créature géante ressemblant à une limace manger son collègue à sa droite. Le Docteur revient et les deux réussissent à la convaincre de s'enfuir, même si elle a du mal à bouger sans l'aide de la bulle et des flèches. Convaincue de retirer sa bulle une dernière fois, elle trouve plusieurs limaces mangeant les résidents, mais l'ignorant ainsi que les autres.
Lindy voit un message de sa mère Penny, que le Docteur et Ruby reconnaissent, mais depuis des endroits différents. Lindy est alors confuse de voir que les deux sont dans la même pièce et reconnaît le Docteur comme l'homme qu'elle avait précédemment bloqué. Elle appelle une discussion de groupe pour informer le reste de ses amis de ce qui se passe, alors que Paul le Gotique est mangé devant eux, le Docteur et Ruby leur demandent d'atteindre un conduit pour attendre le sauvetage de leurs familles d'une autre colonie.
L'Œil de Lindy est à court de batterie, l'obligeant à trouver le conduit par elle-même. Elle est finalement aidée en personne par un autre résident, Ricky September, un chanteur pop. Il révèle que contrairement aux autres résidents, il éteint régulièrement sa bulle et est donc conscient des limaces depuis un certain temps. Il apprend plus tard que l'autre colonie a déjà été consumée, mais n'en informe pas Lindy pour ne pas la contrarier. Les deux trouvent le conduit et Lindy est capable de charger son Œil.
Alors que Ricky ouvre la porte, Le Docteur se rend compte que l'ordinateur s'est probablement mis en colère contre la population enfantine et a relâché les limaces dans la ville et a dirigé les habitants vers leur mort, en parcourant la population par ordre alphabétique. Lindy ne parvient plus à contrôler son Œil car il révèle ses vraies couleurs et les attaque. Lorsque Lindy et Ricky sont acculés, Lindy révèle égoïstement que le vrai nom de famille de Ricky est Coombes et l'abandonne pour être tué par l'Œil.
Lindy rencontre les quelques résidents en fuite restants que le Docteur et Ruby ont sauvés plus tôt et leur ment sur ce qui est arrivé à Ricky. Bien que le Docteur les ait tous encouragés à venir avec lui dans le TARDIS, ils prévoient plutôt de tenter leur chance dans les Bois Sauvages, affirmant que le Docteur n'est pas "l'un d'entre eux" et que le TARDIS est "vaudou". Il rejette cela et les supplie de l'accompagner, mais ils n'ont aucun intérêt à l'accompagner. Le Docteur part avec colère et en larmes avec Ruby, sachant que les résidents mourront sûrement d'eux-mêmes.

## Continuité
- Lindy essaie d'appeler la police depuis son monde natal, mais est systématiquement renvoyée par le message automatisé indiquant que les lignes sont occupées. Le Dixième Docteur a été confronté à un dilemme similaire dans « L'Embouteillage sans fin ».
- Le Quinzième Docteur reconnaît Penny Pepper-Bean comme le visage de l'IA des Ambulances Villengard sur Kastarion 3, comme le montre « BOUM » (2024), tandis que Ruby Sunday dit qu'elle la reconnaît d'ailleurs, rappelant d'autres personnages aux apparences similaires qui étaient vu dans les précédents épisodes (« L'église de Ruby Road », « Les Bébés de l'Espace », « L'Accord du Diable » et « 73 Yards »).
- Le Docteur appelle toujours le TARDIS : « le vaisseau ». Il l'avait déjà fait dans « Il était deux fois » (2017).
- Le Docteur remarque que son TARDIS ne peut pas entrer dans Finetime en raison de son blindage élevé. Le TARDIS n'avait auparavant pas pu entrer dans les Black Archive de Londres pour des raisons similaires dans « Le Jour du Docteur » (épisode célébrant les 50 ans de la série).
- Le Docteur porte la tenue qu'il portait dans « L'église de Ruby Road » lorsqu'il assistait au concert de Ruby en décembre 2023.
- Le Docteur subit les préjugés raciaux de la part des habitants de Finetime. Martha Jones et le Dixième Docteur ont déjà traité du racisme en 1599 lors des événements de « Peines d'amour gagnées » (2007), et en 1913 lors des événements de « La Famille de sang » et « Smith, la Montre et le Docteur ». Bill Potts et le Douzième Docteur ont également parlé de racisme lors de la foire de givre de 1814, comme on le voit dans « La Foire des glaces » (2017) ; Ryan Sinclair et Yasmin Khan ont également dû faire face au racisme pendant une grande partie de leur vie, comme le présentent « Rosa » (2018).
- Les habitants de Finetime refusant l'aide du Docteur en raison de préjugés sont similaires à la façon dont les Drahvins ont refusé l'aide de Rills pour une raison similaire dans « Galaxy 4 » (1965).